# Hidatsa (taal)
Het Hidatsa is de taal van de Hidatsa, een indianenstam uit North Dakota in de Verenigde Staten. Het Hidatsa behoort tot de familie van de Sioux-Catawbatalen. Het is nauw verwant aan het Crow, de taal van de Crows. Glottochronologisch onderzoek suggereert dat Hidatsa en Crow ongeveer 600 jaar geleden uit elkaar zijn gegaan.